# Dukono
El Dukono es un volcán activo situado al norte de la isla Halmahera en Indonesia. Tiene un perfil amplio y tiene una cumbre compuesta de cráteres. Durante la gran erupción en 1550, un flujo de lava lleno el estrecho entre Halmahera y el norte del monte Mamuya, fue una erupción de escala 3 IEV. Se reportaron muertes pero la cifra se desconoce. También se sucedieron pequeñas erupciones en 1719, 1868 y 1901. Desde 1933, ha estado en erupción continua hasta el presente.